# University Park (Illinois)
Pour les articles homonymes, voir University Park.
University Park est un village des comtés de Cook et de Will dans l'Illinois, aux États-Unis,. Il est incorporé le 13 septembre 1967. Lors du recensement de 2010, le village comptait une population de 7 129 habitants.

## Source de la traduction
- (en) Cet article est partiellement ou en totalité issu de l’article de Wikipédia en anglais intitulé « University Park, Illinois » (voir la liste des auteurs).